# Crisk
Crisk — немецкий музыкальный проект, исполняющий электронную музыку.

## История
Группа была образована в 2003 году и на сегодняшний день выпустила два релиза — EP Das Erste Mal в 2007 году и студийный альбом Machlaut в 2008. Оба они были замечены критиками, хотя получили скорее сдержанные, нежели положительные отзывы. Продвижением группы активно занимался один из её участников Марк Фейерштек, снявший (в сотрудничавший с участниками Leæther Strip) для неё два видеоклипа.

## Стиль, влияние
Критики характеризуют творчество Crisk как эклектичную смесь электропанка, индастриала и танцевальной музыки с экспрессивным женским вокалом. На стиль проекта очень сильно повлияли коллективы Leæther Strip и Pzychobitch, сходство с которыми, по мнению рецензентов, стало одним из главных недостатков группы. В годы активности Crisk считались многообещающими дебютантами.

## Дискография

### Альбомы
- Machlaut (Alfa Matrix, 2008)

### EP
- Das Erste Mal (Alfa Matrix, 2007)

### Клипы
- Meine Stadt 2008 — посмотреть клип на YouTube
- Beute 2008 — посмотреть клип на YouTube